# إن أر كا بي1
NRK P1 هي قناة راديو رقمية وطنية تديرها هيئة الإذاعة النرويجية (NRK). إنها نتيجة إصلاح قناة أن أر كا الإذاعية التي بدأها في عام 1993 مدير الإذاعة تور فوجليفيك .
NRK P1 هو السليل المباشر لمحطة إذاعية أن أر كا الأولى التي بدأت البث في عام 1933. تستهدف برامج P1 فئة سكانية ناضجة وواسعة وهي المحطة الإذاعية الأكثر شعبية في النرويج ، حيث يستمع إليها ما يقرب من 1.9 مليون مستمع يوميًا.

## تاريخ
القناة الإذاعية هي أول قناة إذاعية لإن أر كا وتعود أصولها إلى عام 1925 عندما بدأ Kringkastingsselskapet A / S البث الإذاعي المنتظم. في النهاية ، أممت الدولة المذيعين الخاصين وأنشأت هيئة الإذاعة النروجية في عام 1933. وهكذا استمرت القناة باعتبارها القناة الإذاعية الوحيدة على الصعيد الوطني حتى بدأ تلفزيون NRK البث المنتظم في عام 1960.
مع احتكارها الطويل الأمد ، كانت P1 مهمة في البث والتاريخ الثقافي في النرويج ، مع أصوات معروفة مثل ألف برويسن و آن كاث فيستلي في Barntime و أوتو نيلسن و جوهان بورجن في Søndagsposten و إريك باي و رولف كيركفاج و هالفدان هيجتون.
كانت P1 هي القناة الإذاعية الوطنية الوحيدة لـ أن أر كا حتى 1 سبتمبر 1984 ، عندما بدأت NRK P2 البث كقناة ترفيهية. في عام 1993 ، تمت إعادة تنظيم عروض إذاعة NRK في ثلاث قنوات إذاعية وطنية تحت قيادة مدير الإذاعة تور فوجليفيك.تم تكليف P1 بعد ذلك ببرامج إذاعية لفئات واسعة من السكان البالغين ، مع نسبة عالية من الموسيقى الشعبية في برامج الترفيه الخفيفة وبرامج الشؤون الجارية والبرامج الرياضية. تم الإبقاء على بث حي NRK أيضًا في P1 الجديد. بالمقارنة ، أصبحت P2 هي القناة الثقافية ، بينما أصبحت P3 قناة الشباب.
تم نقل إدارة القناة بالإضافة إلى العديد من غرف الأخبار واستوديوهات البث إلى مركز إن أر كا في تيهولت في تروندهايم.

## البث
يقع المقر الرئيسي لـ P1 في منطقة تيهولت في تروندهايم ويتم تقديم معظم برامجها هناك ، باستثناء نشرات الأخبار التي يتم إنتاجها ، مع بعض البرامج الأخرى ، في Broadcasting House في Marienlyst ، أوسلو .
مع 1176 جهاز إرسال أف أم يستخدم 124 ترددًا مختلفًا ، كانت NRK P1 أكبر شبكة راديو في أوروبا.  ومع ذلك ، تم ترقيم جميع محطات راديو إن أر كا تدريجياً خلال عام 2017 ويتم نقلها الآن عبر DAB + والإنترنت. كما كانت NRK P1 تُنقل سابقًا في الموجة الطويلة عند 153 كيلو هرتز عبر جهاز الإرسال اللاسلكي Ingøy (افتتح في عام 2000 ، وأغلق في 2 ديسمبر 2019 في الساعة 12:06 صباحًا بتوقيت وسط أوروبا) ، والذي خدم أسطول الصيد في البلاد في بحر بارنتس .